# キム・リョリョン
キム・リョリョン（ハングル表記:김려령、1971年 - ）は、大韓民国の小説家。ソウル出身。

## 略歴
1971年ソウルで生まれる。ソウル芸術大学で文芸創作科卒業。
2008年刊行の『ワンドゥギ (완득이)』が第1回創批青少年文学賞、馬海松文学賞、文学村子供文学賞大賞を受賞した。青少年だけでなく成人の読者まで捉えて高い人気を得た。
2009年刊行の『優しい嘘 (우아한 거짓말)』は「2012IBBY(国際児童図書評議会)オナーリスト」に選ばれた。
2015年に『トランク (트렁크)』を刊行。
『ワンドゥギ』は2011年に映画化され、『優しい嘘』は2014年に映画化された。『トランク』はテレビドラマ化され、2024年11月29日にNetflixで独占配信された（全8話）。
そのほか、『棘告白(가시고백)』、『あなたを見た（너를 봤어）』等、童話に『私も胸の中に河馬がいる(내 가슴에 해마가 산다)』、『記憶を持ってきた子供(기억을 가져온 아이)』、『騒々しいプルンマンション(요란요란 푸른아파트)』、『その人に会った事があるの？（사람을 본 적이 있나요?）』等がある。

## 日本語訳
- 『ワンドゥギ』（白香夏訳、コリーヌファクトリー、2016年）
- 『優しい嘘』（金那炫訳、書肆侃侃房、韓国女性文学シリーズ、2017年）